# Rob Nicholson
Rob Nicholson, detto Blasko (Los Angeles, 24 novembre 1969), è un bassista statunitense.
Rob ha iniziato la sua carriera suonando il basso, a Santa Monica, California, con i Cryptic Slaughter, registrando tre album e partecipando a numerosi tour. Ha suonato anche con Rob Zombie e fa parte della band di Ozzy Osbourne, con il quale ha pubblicato Black Rain nel 2007 e Scream nel 2010.

## Discografia

### Con Cryptic Slaughter
- 1986 - Convicted
- 1987 - Money Talks
- 1988 - Stream of Consciousness

### Con Rob Zombie
- 1998 - Hellbilly Deluxe
- 1999 - American Made Music to Strip By
- 2001 - The Sinister Urge
- 2006 - Educated Horses

### Con The Death Riders
- 2005 - Soundtrack for Depression

### Con Ozzy Osbourne
- 2007 - Black Rain
- 2010 - Scream